# Huayna

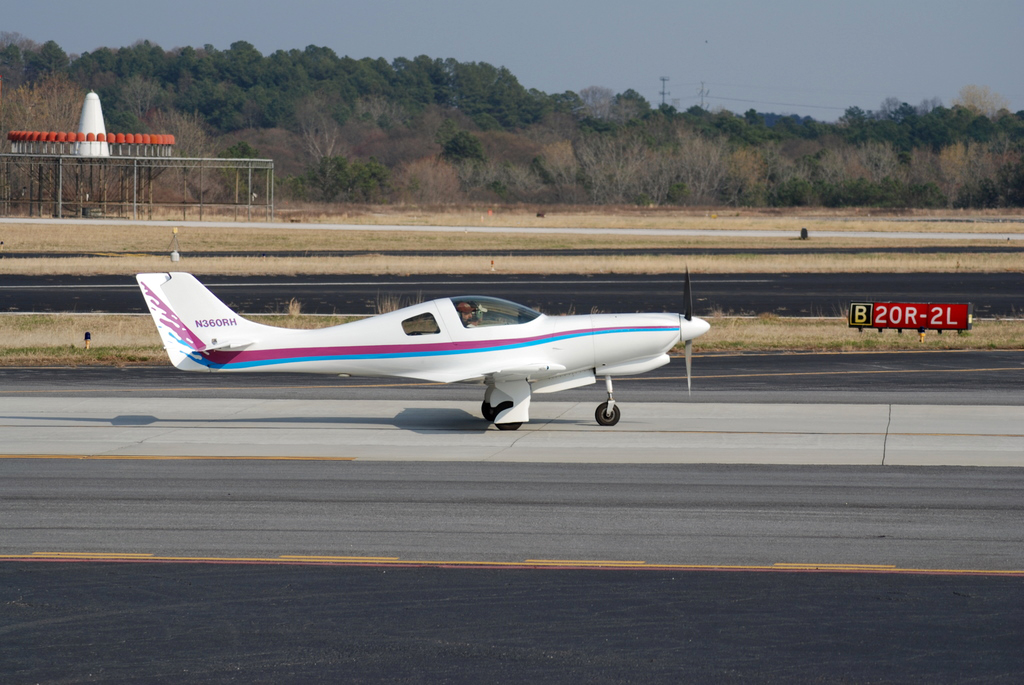
Lancair 360 idéntico al Huayna.

El Huayna FAB-X02 es un entrenador biplaza fabricado por la Fuerza Aérea Boliviana en 1993. Es la primera aeronave militar fabricada  en Bolivia en tiempos modernos. En la actualidad se encuentra en el repositorio de la base militar de El Alto de la Fuerza Aérea Boliviana, la cual se habilitó como el primer repositorio para la preservación de los artefactos importantes en la historia aeroespacial boliviana.

## Datos técnicos
Tipo: Entrenador biplaza desarrollado a partir del Lancair 360
- Motor: Lycoming IO-360 de 180 hp
- Velocidad crucero: 193 mph
- Autonomía: Aprox. 1250 millas
- Largo: Aprox. 21 pies
- Envergadura: 23.5 pies
- Superficie alar: 76.2 pies
- Peso máximo: 1700 libras

## Características

### Motorización
El motor Lycoming IO-360 es un motor pistón de cuatro cilindros, enfriado por aire, con inyección de combustible, genera hasta 200 hp. Es utilizado en una amplia gama de aeronaves entre las que se incluyen los Cessna 172, Mooney M20, Piper Arrow, Piper Seneca I y el Zlin Z42; se fabrica desde 1957 al presente.

## Vuelo oficial
Su vuelo oficial fue 14 de abril de 1993, comandaron la aeronave los señores Cap. Av. Javier García Soruco y Cap. Ing. José Murillo Pacheco, remontando a las 10:00 a. m. los cielos de La Paz, ante la expectativa de autoridades de la Fuerza Aérea Boliviana y periodistas de varios medios de comunicación.